# Gammacarmovirus
Genre
Espèces de rang inférieur
- espèce-type : Melon necrotic spot virus

Gammacarmovirus est  un genre de virus de la famille des Tombusviridae, sous-famille des  Procedovirinae, qui comprend quatre espèces acceptées par l'ICTV, dont l'espèce-type, Melon necrotic spot virus (virus des taches nécrotiques du melon). 
Ce sont des virus à ARN linéaire, à simple brin de polarité positive, classés dans le groupe IV de la classification Baltimore.
Ces virus infectent les plantes (phytovirus).
Ce genre résulte de la scission proposée en 2015 de l'ancien genre Carmovirus, qui regroupait 19 espèces, en trois nouveaux genres : Alphacarmovirus (7 espèces), Betacarmovirus (4 espèces) et Gammacarmovirus (4 espèces). Les quatre espèces dont le génome n'était pas encore séquencé en 2014 : AWV (Ahlum waterborne virus), CSBV (Cucumber soil-borne virus), BMMV (Bean mild mosaic virus) et WWV (Weddel waterborne virus), ont été classées dans la famille des Tombusviridae sans genre assigné. 
Le génome est monopartite. 
Les virions, non enveloppés, sont constitués d'une capside sphérique à symétrie icosaédrique.
Ils infectent une vaste gamme de plantes-hôtes, appartenant aux monocotylédones et dicotylédones.

## Structure
Les virions sont des particules non-enveloppées, de forme sphérique, de 28 à 34 nm de diamètre. La capside à symétrie icosaédrique de type T=3, est composée de 30 capsomères hexamériques (le virion est constitué de 180 sous-unités protéiques). 

## Génome
Le génome, monopartite, est constitué d'une molécule d'ARN linéaire à simple brin de sens positif, de 4,2 kb. Il est dépourvu de structure de coiffe à l'extrémité 5' et de queue poly(A).

## Transmission
Quelques espèces sont transmises naturellement par des champignons, comme le MNSV (Melon necrotic spot virus) et le PSNV (Pea stem necrosis virus), d'autres par des coléoptères ou par les graines. Le type de transmission n'est un caractère spécifique permettant ce distinguer ce genre des autres genres de la famille des Tombusviridae. 
Tous les virions sont facilement transmis par inoculation mécanique.

## Liste d'espèces
Selon NCBI (8 février 2021) :
- Cowpea mottle virus (CMeV)
- Melon necrotic spot virus (MNSV)
- Pea stem necrosis virus (PSNV)
- Soybean yellow mottle mosaic virus (SYMMV)